# Détroit de Rodez

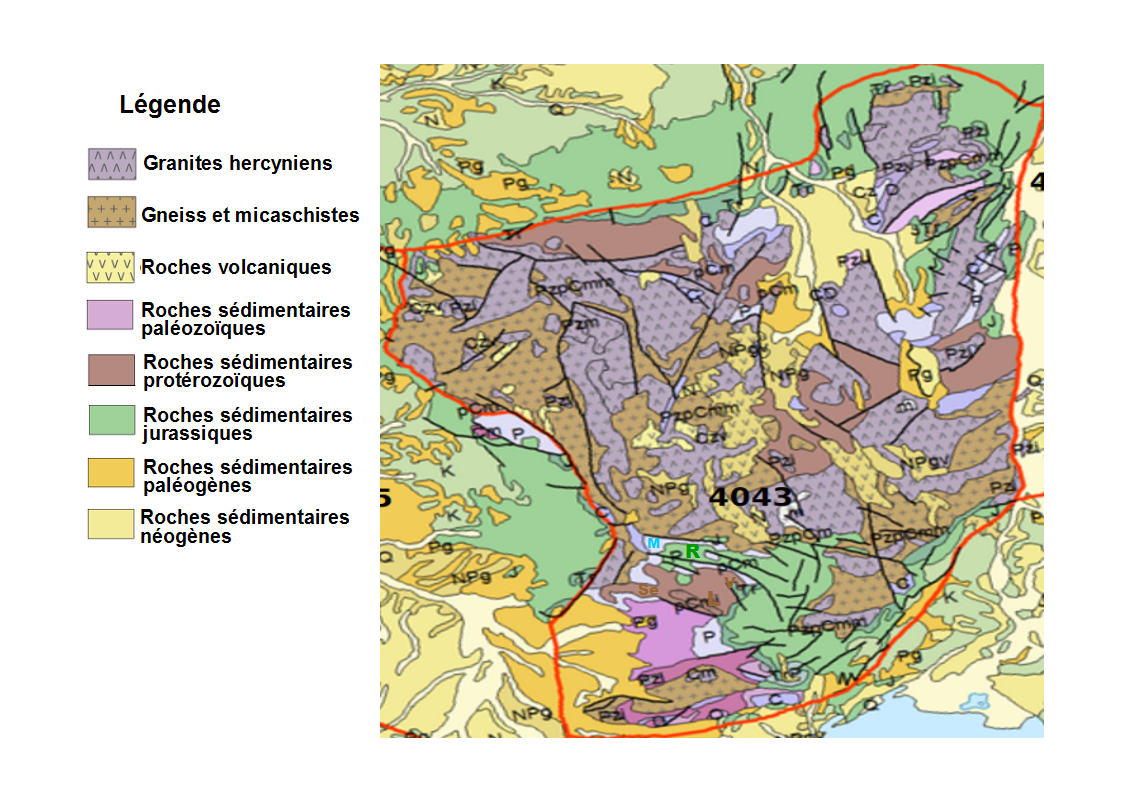
Carte géologique du Massif central :
R=détroit de Rodez ; M=rougier de Marcillac ; Se=Ségala ; V=Vibal ; L=Lévezou.

Le détroit de Rodez est un ancien paysage géologique qui s'est constitué au niveau de Rodez au cours du Permien et du Jurassique entre le rougier de Marcillac au Nord, le plateau du Ségala, le massif du Lévezou et du Vibal. C'est au cours de cette période où le détroit de Rodez était immergé que se sont déposés les sédiments calcaires qui forment les « Petits Causses »  rouergats (causse Comtal et causse de Sévérac) et les sédiments détritiques sous-jacents qui forment les rougiers de Marcillac.

## Formation géologique
À la suite de la formation de la chaîne hercynienne, la région subit de nombreuses fractures géologiques qui provoquent la formation d'un fossé d'effondrement entre l'Aubrac actuel et l'ensemble Lévezou-Ségala. Dans cette dépression se développe des marécages riches au cours du carbonifère qui formeront les dépôts houillers de la région de Bertholène. Puis elle se remplit de sédiment détritique au cours du Permien. Certains sont enrichis en uranium qui seront exploités aussi dans la région de Bertholène. À la suite de la montée des eaux au cours du Jurassique, le détroit devint un bras de mer tropical, relié au détroit des Grands Causses. C'est au cours de cette période que se déposent les épaisses couches de sédiments calcaires qui caractérisent les causses.